# Episodi de I Fantastici Quattro (serie animata 1994) (prima stagione)
La prima stagione de I Fantastici Quattro è andata in onda negli Stati Uniti nel 1994 ed è composta da 13 episodi.
| Nº | Titolo                                         | Titolo originale                                      | Prima TV Stati Uniti |
| -- | ---------------------------------------------- | ----------------------------------------------------- | -------------------- |
| 1  | L'origine dei super poteri                     | The Origin of the Fantastic Four - Part One           | 24 settembre 1994    |
| 2  | L'origine dei super poteri - Seconda parte     | The Origin of the Fantastic Four - Part II            | 1º ottobre 1994      |
| 3  | Il regno di Atlantide                          | Now Comes the Sub-Mariner                             | 8 ottobre 1994       |
| 4  | L'invasione degli Skrull                       | Incursion of the Skrull                               | 15 ottobre 1994      |
| 5  | Una fame senza fine                            | Silver Surfer and the Coming of Galactus - Part I     | 22 ottobre 1994      |
| 6  | Una fame senza fine - Seconda parte            | The Silver Surfer and the Coming of Galactus - Part 2 | 29 ottobre 1994      |
| 7  | L'ultima sfida                                 | Super Skrull                                          | 5 novembre 1994      |
| 8  | La maschera del Dottor Destino - Prima parte   | The Mask of Doom - Part I                             | 12 novembre 1994     |
| 9  | La maschera del Dottor Destino - Seconda parte | The Mask of Doom - Part II                            | 19 novembre 1994     |
| 10 | La maschera del Dottor Destino - Terza parte   | The Mask of Doom - Part III                           | 26 novembre 1994     |
| 11 | Il regno dell'Uomo Talpa                       | Mole Man                                              | 3 dicembre 1994      |
| 12 | I mostri della zona negativa                   | Behold the Negative Zone                              | 10 dicembre 1994     |
| 13 | Silver Surfer e il ritorno di Galactus         | The Silver Surfer and the Return of Galactus          | 17 dicembre 1994     |

## L'origine dei super poteri
- Titolo originale: The Origin of the Fantastic Four - Part One
- Prima TV Stati Uniti: 24 settembre 1994

Il supergruppo dei Fantastici Quattro, formato da Reed Richards, Susan "Sue" Storm, Johnny Storm e Benjamin "Ben" Grimm, altresì noti come Mister Fantastic, la Donna Invisibile, la Torcia Umana e la Cosa, sono ospiti a un programma televisivo nel quale raccontano di come abbiano ottenuto i loro superpoteri dopo essere entrati in contatto con dei raggi cosmici durante una missione spaziale. Spiegano poi di come, successivamente, abbiano dovuto affrontare il Burattinaio, un criminale in grado di modellare delle statuette d'argilla con le quali riesce a comandare le persone, e così, dopo averne creata una con le sembianze della Cosa, riesce a renderlo un suo servitore. Successivamente riesce anche a rapire la Donna Invisibile, travestendo la sua figliastra Alicia come lei, in modo che prenda il suo posto.

## L'origine dei super poteri - Seconda parte
- Titolo originale: The Origin of the Fantastic Four - Part II
- Prima TV Stati Uniti: 1º ottobre 1994

I Fantastici Quattro continuano il loro racconto, spiegando che dopo l'accaduto la Cosa è stato risvegliato dall'ipnosi e Alicia ha rivelato la verità, così il Burattinaio si è dato alla fuga. Riesce dunque a raggiungere Alicia, che nel frattempo si è trasferita per stare lontana dal patrigno. Il suddetto riesce tuttavia a trovarla, e la figliastra comincia così a protestare per le sue azioni. Il Burattinaio finisce poi col cadere giù da una finestra ma, a seguito di ciò, scompare misteriosamente.

## Il regno di Atlantide
- Titolo originale: Now Comes the Sub-Mariner
- Prima TV Stati Uniti: 8 ottobre 1994

Namor, principe di Atlantide e di tutti i mari, durante un viaggio sulla terraferma (per protestare del fatto che la gente inquini i mari) si innamora di Sue, e così la rapisce portandola nel suo regno. A seguito di ciò Dorma, suddita di Namor e innamorata di lui, si ingelosisce e decide di allearsi col subdolo Krang, desideroso di conquistare il titolo di Namor. Krang attacca così la terraferma e, per fermarlo, Namor dovrà allearsi coi Fantastici Quattro, che riescono a sconfiggerlo. Dorma, resasi conto del suo errore, rimane ferita in battaglia, ma Mister Fantastic riesce a guarirla appena in tempo.

## L'invasione degli Skrull
- Titolo originale: Incursion of the Skrull
- Prima TV Stati Uniti: 15 ottobre 1994

I Fantastici Quattro vengono incarcerati venendo accusati di aver compiuto diversi crimini. Il gruppo riesce a evadere di prigione e si rende conto che i colpevoli sono in realtà degli Skrull, ovvero degli alieni in grado di trasformarsi. Mister Fantastic si infiltra quindi tra gli Skrull, fingendosi uno di loro trasformato, e riesce a convincerli a lasciare stare i terrestri, ritenendoli troppo pericolosi.

## Una fame senza fine
- Titolo originale: Silver Surfer and the Coming of Galactus - Part I
- Prima TV Stati Uniti: 22 ottobre 1994

I Fantastici Quattro ricevono la visita di Uatu l'Osservatore, un essere spaziale che li avverte che Galactus, il divoratore di mondi, una creatura che si ciba dell'essenza vitale dei pianeti, si sta dirigendo verso la Terra. Per evitare che ciò accada Uatu tenta di far credere a Silver Surfer, l'araldo di Galactus, che sulla Terra non ci sia vita, fallendo. Silver Surfer avverte Galactus, che giunge sulla Terra. Uatu cerca di convincerlo a non prosciugare la vita del pianeta spiegandogli che vi sono ormai forme di vita molto evolute. Galactus in effetti non vorrebbe cibarsi di mondi così evoluti, ma se non lo facesse morirebbe, così si prepara a cibarsi della vita presente sulla Terra.

## Una fame senza fine - Seconda parte
- Titolo originale: The Silver Surfer and the Coming of Galactus - Part 2
- Prima TV Stati Uniti: 29 ottobre 1994

Silver Surfer incontra Alicia, grazie alla quale conosce la bellezza della Terra e, per questo motivo, tenta di convincere Galactus a non cibarsi della vita sul pianeta, senza successo. Successivamente Uatu guida la Torcia Umana nell'astronave di Galactus fino a trovare l'unica arma che potrebbe sconfiggerlo. Dopo essere stato minacciato con tale arma Galactus si convince che tentare di cibarsi di quel pianeta gli abbia soltanto fatto perdere tempo, senza che ne fosse valsa la pena, e decide quindi di andarsene. Per punire Silver Surfer del suo comportamento decide di abbandonarlo sulla Terra, impedendogli di seguirlo nuovamente. Nonostante ciò Silver Surfer non è per niente pentito di ciò che ha fatto.

## L'ultima sfida
- Titolo originale: Super Skrull
- Prima TV Stati Uniti: 5 novembre 1994

Gli Skrull si rendono conto dell'inganno subito da Mister Fantastic e perciò mandano contro di loro Super-Skrull, uno Skrull che ha i superpoteri di tutti i Fantastici Quattro, ma potenziati. Dopo un'iniziale sconfitta Mister Fantastic si rende conto che deve la sua forza a un segnale che gli viene mandato dall'astronave degli Skrull. Così i supereroi riescono a posizionargli in testa un dispositivo che blocca tale segnale, riuscendo così a sconfiggerlo mettendolo in trappola all'interno di un vulcano.

## La maschera del Dottor Destino - Prima parte
- Titolo originale: The Mask of Doom - Part I
- Prima TV Stati Uniti: 12 novembre 1994

I Fantastici Quattro vengono rapiti dal Dottor Destino, un malvagio conoscente di Reed che indossa una maschera di metallo. Il Dottor Destino fa portare i quattro nel suo castello, dove li rinchiude in alcune trappole. Durante la cena fa liberare la Donna Invisibile, perché vada a mangiare con lui e, nel frattempo, i restanti tre supereroi riescono a fuggire dalle trappole.

## La maschera del Dottor Destino - Seconda parte
- Titolo originale: The Mask of Doom - Part II
- Prima TV Stati Uniti: 19 novembre 1994

Sue fa distrarre il Dottor Destino, che le racconta di come, dopo l'assassinio dei suoi genitori, sia andato all'università (dove ha conosciuto Reed), rimanendo vittima di un suo esperimento, che gli ha sfigurato il volto e, a seguito dell'accaduto, ha giurato vendetta verso l'intera umanità. Nel frattempo Mister Fantastic, la Torcia Umana e la Cosa riescono a fuggire, ma Destino riesce a metterli nuovamente in trappola. Il suddetto ordina loro di tornare indietro nel tempo in Grecia grazie a un macchinario da lui inventato, per recuperare il Sarcofago di Argo, che contiene un potente manufatto, minacciando altrimenti di uccidere Sue, che è imprigionata in una trappola.

## La maschera del Dottor Destino - Terza parte
- Titolo originale: The Mask of Doom - Part III
- Prima TV Stati Uniti: 26 novembre 1994

Mister Fantastic, la Torcia Umana e la Cosa si vedono costretti a ubbidire a Destino, e vanno così nell'antica Grecia. Lì il gruppo riesce a recuperare il Sarcofago di Argo e così, dopo il loro ritorno, Destino libera Sue, convinto tuttavia che, grazie al sarcofago, possa ora dominare il mondo. Si accorge tuttavia che ciò non è vero poiché il sarcofago è vuoto, in quanto il gruppo ha perso il manufatto. A quel punto il Dottor Destino se ne va, promettendo però di ritornare.

## Il regno dell'Uomo Talpa
- Titolo originale: Mole Man
- Prima TV Stati Uniti: 3 dicembre 1994

Il misterioso Uomo Talpa, che vive in un "regno" sotterraneo, fa sprofondare numerosi edifici sottoterra grazie a un macchinario. Dato che teme che i Fantastici Quattro possano dargli del filo da torcere, fa sprofondare un edificio del Rockefeller Center nel quale il gruppo si trovava per una festa, con l'intento di catturarli. I quattro riescono però a fuggire dopo che Mister Fantastic imposta il macchinario dell'Uomo Talpa per far sprofondare il suo stesso regno. Come risultato gli edifici tornano in superficie, mentre l'Uomo Talpa rimane sottoterra.

## I mostri della zona negativa
- Titolo originale: Behold the Negative Zone
- Prima TV Stati Uniti: 10 dicembre 1994

Dopo che un esperimento di Reed viene interrotto bruscamente, si apre nel suo laboratorio un portale che collega la Terra alla Zona Negativa, una dimensione parallela formata di antimateria. Dal portale escono Annihilus e Blastaar, due mostri intenzionati a conquistare la Terra. Dato che il portale si è richiuso, i Fantastici Quattro devono ricreare alla perfezione le circostanze con le quali si è aperto e, una volta che ciò è accaduto di nuovo, il gruppo intrappola i due mostri e li rispedisce da dove sono venuti.

## Silver Surfer e il ritorno di Galactus
- Titolo originale: The Silver Surfer and the Return of Galactus
- Prima TV Stati Uniti: 17 dicembre 1994

I Fantastici Quattro e Silver Surfer trovano nello spazio l'astronave di Galactus, e ci entrano per capire cosa ci faccia lì. Il gruppo scopre allora che si trattava in realtà di una trappola del Dottor Destino, che riesce ad assorbire i superpoteri galattici di Silver Surfer, grazie ai quali ha intenzione di dominare il mondo. Il gruppo di supereroi risolve il problema richiamando l'attenzione di Galactus e spiegandogli la situazione. Il suddetto, ritenendo sacrilego il fatto che qualcuno abbia rubato a Silver Surfer i poteri che lui stesso gli aveva donato, li restituisce al suo ex araldo e successivamente spedisce il Dottor Destino nello spazio.